# 沃斯托奇纳亚湾
沃斯托奇纳亚湾（俄语：Бухта Восточная）是里科尔德岛东部的海湾，系彼得大帝湾一部分，属滨海边疆区符拉迪沃斯托克城区管辖，伸入陆地0.9公里，入口宽1.43公里，深达19米，面积0.97平方公里，集水面积1.2平方公里。西风产生的浪不会对该湾产生影响，它可作小型舰队的锚地。